# نقيل المنبر (فرع العدين)

تعديل مصدري - تعديل

نقيل المنبر محلة تابعة لقرية المزحانة، التابعة لعزلة بني احمد والثلث بمديرية فرع العدين إحدى مديريات محافظة إب في الجمهورية اليمنية، بلغ تعداد سكانها 70 حسب تعداد اليمن لعام 2004.